# Udviklingssamtale
 For alternative betydninger, se Mus (flertydig). (Se også artikler, som begynder med Mus)
En udviklingssamtale er et ledelsesværktøj og består af en samtale mellem leder og medarbejder. Målet for en god samtale er, at leder og medarbejder i fællesskab enes om mål og midler for at fremme udvikling og trivsel.
Den gode samtale består derfor af både faglige, personlige og sociale emner, og udbyttet afhænger af begge parters forberedelse og engagement.
Til forberedelsen anvendes gerne et skema tilrettet virksomhedens behov.

## Andre benævnelser for en udviklingssamtale
- MedarbejderUdviklingsSamtale og/ eller Medarbejdersamtale, (MUS)
- Personlig UdviklingsSamtale, (PUS)
- LederUdviklingsSamtale, (LUS), ses benyttet om samtaler, der har til formål at udvikle mellemledere
- Gruppe Udviklingssamtale, (GRUS), er udviklingssamtaler i medstyrende- og selvstyrende grupper

### Gruppeudviklingssamtale
Gruppeudviklingssamtale, ofte forkortet GRUS, er en faglig udviklingssamtale, der anvendes af visse virksomheder og organisationer.